# Тонкий лиолемус
Тонкий лиолемус (лат. Liolaemus tenuis) — вид ящериц из семейства игуанообразных. Эндемик Чили (Кокимбо, Лос-Риос).
Самцы немного крупнее и ярче, чем самки. Длина тела самцов около 14 см, самок около 12 см. Самцы территориальные, имеют несколько самок. Активен днём. Питается в основном насекомыми.
Яйцекладущая ящерица. Иногда их содержат в качестве домашнего животного.